# Nilphamari (Distrikt)

Lage von Nilphamari in Bangladesch

Nilphamari (Bengalisch: নীলফামারী) ist ein Distrikt in der Division Rangpur von Bangladesch. Die im Hauptstadt des Distrikts bildet die gleichnamige Stadt Nilphamari. Die Gesamtfläche des Distrikts beträgt 1546,6 km². Der Distrikt setzt sich aus 6 Upazilas zusammen.

## Lage und Demografie
Nilphamari wird von Rangpur und Lalmonirhat im Osten, Rangpur und Dinajpur im Süden, Panchagarh im Westen und von Indien im Norden begrenzt. Der Distrikt hat 1.907.497 Einwohner (Volkszählung 2011). Die Alphabetisierungsrate liegt bei 44,4 % der Bevölkerung. 82,84 % der Gesamtbevölkerung sind Muslime, 17,17 % sind Hindus, 0,07 % sind Christen, 0,02 % sind Buddhisten und 0,1 % sind andere.

## Klima
Das Klima ist tropisch und das ganze Jahr über warm. Die jährliche Durchschnittstemperatur dieses Distrikts variiert von maximal 32,3 Grad Celsius bis minimal 11,2 Grad Celsius. Die jährliche Niederschlagsmenge beträgt 2931 mm (2011) und die Luftfeuchtigkeit ist ganzjährig hoch.

## Wirtschaft
Die Wirtschaft des Distrikts ist vorwiegend von der Landwirtschaft geprägt. Angebaut werden vorwiegend Reis, Jute, Tabak, Gemüse und Früchte. Laut der Volkszählung von 2011 arbeiten 68,6 % der Arbeitskräfte in der Landwirtschaft, 24,5 % im Dienstleistungssektor (meist in informellen Verhältnissen) und 6,8 % in der Industrie.